# Kanał stępu

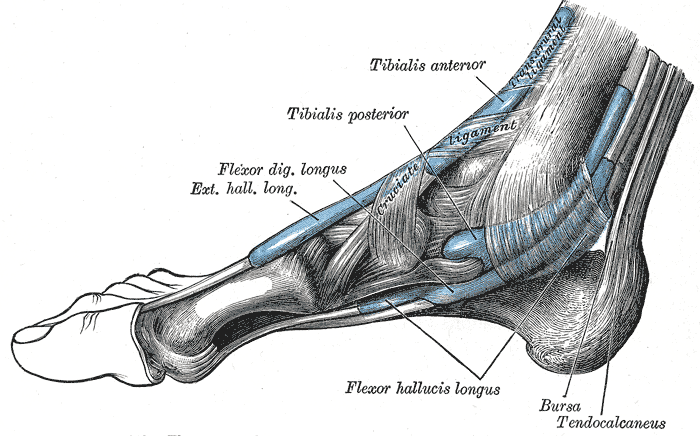
Pochewki ścięgien mięśni kończyny dolnej w okolicy stępu; widok od strony przyśrodkowej

Kanał stępu (łac. canalis tarsi), także kanał kostki przyśrodkowej – w anatomii człowieka kostno-włóknisty kanał łączący głęboką komorę zginaczy goleni i podeszwę stopy.

## Ograniczenia
Kanał stępu ma następujące ograniczenia:
- kostka przyśrodkowa ogranicza kanał od przodu i góry,
- powierzchnia przyśrodkowa kości piętowej leży z boku,
- dwa powyższe elementy tworzą bruzdę kostną, którą z dołu i od tyłu zamyka troczek zginaczy, czyniąc z niej kanał[1].

## Zawartość
W kanale stępu każdy z głębokich zginaczy przebiega objęty samodzielną pochewką maziową. Ich kolejność, począwszy od przodu do tyłu, jest następująca:
- ścięgno mięśnia piszczelowego tylnego,
- ścięgno mięśnia zginacza długiego palców,
- ścięgno zginacza długiego palucha.

Przez kanał, między obiema blaszkami troczka zginaczy biegną naczynia i nerwy podeszwowe przyśrodkowe i boczne, będące gałęziami poniższych struktur:
- nerwu piszczelowego,
- tętnicy piszczelowej tylnej,
- żyły piszczelowej tylnej.